# 小田島恒志
小田島 恒志（おだしま こうし、1962年3月17日 - ）は、日本の英文学者、翻訳家。
早稲田大学文化構想学部教授。日本英文学会、日本演劇学会、各会員。日本ロレンス協会評議員。

## 来歴・人物
東京大学教授となった小田島雄志の次男として東京都に生まれる。桐朋高等学校を経て、1984年早稲田大学第一文学部英文科卒、1991年同大学院博士課程単位取得満期退学、ロンドン大学大学院修士課程修了。1993年中央大学専任講師、1995年助教授、1996年早稲田大学文学部専任講師、1997年助教授、2003年同文学学術院教授。
1996年東京・渋谷のPARCO劇場で父と共訳した「シャドー・ランズ」を上演。
妻の小田島則子との共訳による翻訳が多い。

## 受賞
- 1996年： 湯浅芳子賞(翻訳脚色部門, 第3回)「平成7年度の戯曲翻訳活動」

## 共編著
- 『ノーベル文学賞にもっとも近い作家たち いま読みたい38人の素顔と作品』（青月社） 2014 - トム・ストッパードを担当

## 翻訳
- 『レイ・クーニー笑劇集』（小田島雄志共訳、劇書房） 1994
- 『シェイクスピア劇場』（ジャクリーン・モーリー、小田島雄志共訳、三省堂図解ライブラリー） 1995
- 『ビーン 究極のパニック映画のすべて』（リチャード・カーチス, ロビン・ドリスコル, ローワン・アトキンソン、小田島則子共訳、河出書房新社） 1998
- 『Mr.ビーンのらくがき帳』（ロビン・ドリスコル, リチャード・カーチス, アンドリュー・クリフォード、小田島則子共訳、河出書房新社） 1998
- 『シェイクスピア・ミステリー』（ジョーゼフ・ソブラン、小田島則子共訳、朝日新聞社） 2000
- 『コペンハーゲン』（マイケル・フレイン、劇書房） 2001、のちハヤカワ演劇文庫
- 『エミリーへの手紙』（キャムロン・ライト、小田島則子共訳、日本放送出版協会） 2002
- 『天国の五人』（ミッチ・アルボム、小田島則子共訳、日本放送出版協会） 2004
- 『欲望という名の電車』（テネシー・ウィリアムズ、慧文社） 2005
- 『もう一日』（ミッチ・アルボム、小田島則子共訳、日本放送出版協会） 2007
- 『ニンジャ×ピラニア×ガリレオ』（グレッグ・ライティック・スミス、小田島則子共訳、ポプラ社） 2007
- 『ファイアベリー 考えるカエル、旅に出る』（J・C・マイケルズ、小田島則子共訳、日本放送出版協会） 2008
- 『シェイクスピアについて僕らが知りえたすべてのこと』（ビル・ブライソン、小田島則子共訳、日本放送出版協会） 2008
- 『かいじゅうたちのいるところ』（デイヴ・エガーズ、小田島則子共訳、河出書房新社） 2009
- 『かいじゅうたちのいるところ お絵かきブック』（サディー・チェスタフィールド文、キャロライナ・ファリアス絵、スパイク・ジョーンズ, デイヴ・エガーズ映画の作者、モーリス・センダック原作、小田島則子共訳、河出書房新社） 2009
- 『かいじゅうたちのいるところ ストーリーブック』（モーリス・センダック原作、スパイク・ジョーンズ, デイヴ・エガーズ映画脚本、小田島則子共訳、河出書房新社） 2009
- 『トム・ストッパード 2 ロックンロール』（ハヤカワ演劇文庫） 2010
- 『D・H・ロレンス全詩集 完全版』（青木晴男, 大平章, 戸田仁, 橋本清一共編訳、彩流社） 2011
- 『あなたは自分を利口だと思いますか? オックスフォード大学・ケンブリッジ大学の入試問題』（ジョン・ファーンドン、小田島則子共訳、河出書房新社） 2011、のち改題『オックスフォード&ケンブリッジ大学世界一「考えさせられる」入試問題 :あなたは自分を利口だと思いますか?』（河出文庫） 2017
- 『ささやかながら信じる心があれば』（ミッチ・アルボム、小田島則子共訳、NHK出版） 2012
- 『ピグマリオン』（バーナード・ショー、光文社古典新訳文庫） 2013
- 『ケンブリッジ・オックスフォード合格基準 : 英国エリートたちの思考力』（ジョン・ファーンドン、小田島則子共訳、河出書房新社） 2015、のち改題『オックスフォード&ケンブリッジ大学さらに世界一「考えさせられる」入試問題 :まだ、あなたは自分が利口だと思いますか?』（河出文庫） 2018
- 『教えてフロイト、なるほどユング! 毎日使える、必ず役立つ心理学』（サラ・トムリー、小田島則子共訳、河出書房新社） 2018
- 『トム・ストッパード 4 アルカディア』 (ハヤカワ演劇文庫） 2018
- 『クマのプーさん創作スケッチ 世界一有名なクマ誕生のひみつ』（ジェイムズ・キャンベル、小田島則子共訳、東京美術） 2018.6

### トニー・パーソンズ
- 『ビューティフル・ボーイ』（トニー・パーソンズ、小田島則子共訳、河出書房新社） 2001、のち文庫
- 『ビューティフル・ファミリー』（トニー・パーソンズ、小田島則子共訳、河出書房新社） 2003
- 『そして、愛する彼女のために』（トニー・パーソンズ、小田島則子共訳、河出書房新社） 2005
- 『三人姉妹』（トニー・パーソンズ、小田島則子共訳、河出書房新社） 2009

## 参考
- 『人事興信録』1995年、小田島雄志の項
- 早大